# جيمس ماكليود (سياسي)
جيمس ماكليود هو سياسي نيوزيلندي، ولد في 1882 في أوتاغو في نيوزيلندا، وتوفي في 31 مارس 1944 في نيو بلايموث في نيوزيلندا.